# Elenc Artístic Arbocenc
Elenc Artístic Arbocenc és una entitat cultural, fundada l'any 1916, formada dins del teixit associatiu de la vila de l'Arboç i dedicada a la promoció del teatre.

## Història
Hi ha constància documental que la tradició teatral a l'Arboç es remunta, com a mínim, a l'any 1770. Però no va ser fins al 1916 que va adquirir carta de naturalesa oficial quan aquella “colla d'aficionats arbocencs” passà a anomenar-se "Elenc Artístic Arbocenc". Fundada per Andreu Suriol, l'Elenc Artístic es va unir llavors al grup que ja existia de l'Elenc del Centre Parroquial de l'Arboç. Durant la seva història mantingut ininterrompudament, llevat durant la Guerra Civil, la seva activitat teatral amb més o menys freqüència.
Actualment, l'entitat està formada per una vintena d'actors i actrius i una dotzena de persones pertanyents al cos tècnic. La major part del grup prové del mateix poble. Durant la seva història l'Elenc ha assolit un elevat nivell de qualitat artística en les seves representacions, així com de competència tècnica en els seus muntatges teatrals, havent estat vinculades més de 400 persones, incloent professionals de l'escena. L'Elenc ha destacat per la seva especial sensibilitat amb relació a la potenciació de la llengua i la cultura catalanes, havent treballat, també, per recuperar elements del patrimoni de la localitat, com la representació dansada de la Moixiganda, característica i tradicional durant la Setmana Santa. Les seves representacions les han portat, també, arreu de Catalunya, amb textos dels nostres dramaturgs més reconeguts: Segarra, Guimerà, Pitarra, Folch i Torres, Rusiñol, Iglésias, Pous i Pagès, Narcís Oller, Apel·les Mestres… i molts altres. A més, l'activitat de l'Elenc ha abastat un ampli ventall de gèneres teatrals, des del drama, passant per la comèdia, l'auto-sacramental, el gènere musical, el vers, o la prosa. Cal destacar la seva implicació en les festes tradicionals de la vila amb espectacles modernistes al carrer, amb motiu de la Fira Modernista del Penedès.
L'Elenc Artístic Arbocenc va celebrar el seu centenari durant l'any 2016, i va cloure els actes de celebració amb l'estrena del mític drama de José Zorrilla «Don Juan Tenorio» al Teatre del Centre Parroquial de l'Arboç. La representació va voler coincidir amb la mateixa obra que es va representar l'1 de novembre del 1916.
L'abril del 2017 es va presentar al Teatre del Centre Parroquial de l'Arboç un llibre que repassa la història dels 100 anys de vida de l'Elenc Artístic Arbocenc, escrit per Maria Teresa Rafecas i Orpíː "L'Elenc Artístic Arbocenc. 100 anys".

## Reconeixements
El 2017 el Govern de la Generalitat de Catalunya li atorgà la Creu de Sant Jordi, per la seva trajectòria més que centenària dedicada a la promoció del teatre.